# 소백수체육단
소백수체육단(小白水體育團)은 조선민주주의인민공화국의 평양직할시를 연고지로 하는 종합스포츠클럽으로 소속 축구단이 특히 유명하다.

## 역사
압록강의 지류 중 하나인 소백수에서 따왔다.

## 선수 명단

### 현역
- 리명준(2008 ~ 2009, 2014 ~ )

## 역대 감독
| 감독   | 임기   |
| ------ | ------ |
| 김정훈 | 2011 ~ |